# Clementine Mellor
Pour les articles homonymes, voir Mellor.
Clementine Mellor est une actrice australienne née le 5 mai 1987 à Adélaïde.

## Filmographie
Sauf indication contraire, les informations mentionnées dans cette section peuvent être confirmées par la base de données cinématographiques IMDb,  présente dans la section « Liens externes ».

### Cinéma
- 2006 : 2h37 de Murali K. Thalluri : Kelly
- 2006 : Angela's Decision de Mat King : la fille au café
- 2010 : Roadman de Peter Leovic : Sal